# Alicja Grzegorzewska
Alicja Ewa Grzegorzewska (zm. 16 listopada 2021) – polska nefrolog, prof. zw. dr hab.

## Życiorys
Obroniła pracę doktorską, następnie uzyskała stopień doktora habilitowanego. 12 czerwca 1997 nadano jej tytuł profesora w zakresie nauk medycznych. Została zatrudniona na stanowisku profesora w Katedrze i Klinice Nefrologii, Transplantologii i Chorób Wewnętrznych na Wydziale Lekarskim Uniwersytetu Medycznego im. Karola Marcinkowskiego w Poznaniu. 
Była profesorem zwyczajnym Katedry i Kliniki Nefrologii, Transplantologii i Chorób Wewnętrznych Wydziału Lekarskiego II Uniwersytetu Medycznego im. Karola Marcinkowskiego w Poznaniu.
Zmarła 16 listopada 2021, pochowana na Cmentarzu Junikowo w Poznaniu.